# 普兰叙埃若勒
普兰叙埃若勒（法語：Prinsuéjols，法語發音：[pʁɛ̃sɥeʒɔl]）是法国洛泽尔省的一个旧市镇，属于芒德区。2017年，普兰叙埃若勒与市镇马尔布宗合并为新市镇普兰叙埃若勒-马尔布宗。

## 地理
普兰叙埃若勒（44°40'28"N, 3°10'7"E）面积42.96 平方千米，位于法国奧克西塔尼大區洛泽尔省，该省份为法国南部内陆省份，北起上盧瓦爾省和康塔爾省，西接阿韦龙省，南至加尔省，东临阿尔代什省。
与普兰叙埃若勒接壤的市镇（或旧市镇、城区）包括：马尔布宗、福德佩尔、拉沙兹德佩尔、圣科隆布德佩尔、勒比松、圣洛朗德米雷、马尔沙斯泰勒。

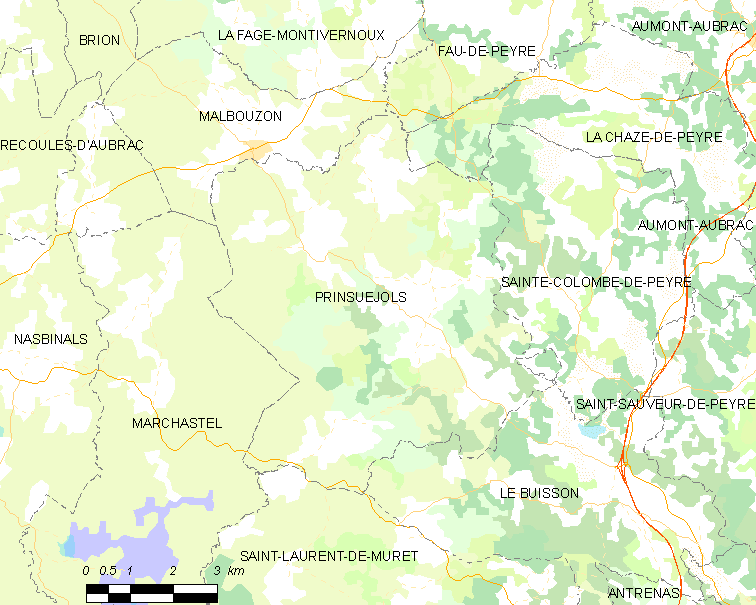
普兰叙埃若勒的OSM定位图

普兰叙埃若勒的时区为UTC+01:00、UTC+02:00（夏令时）。

## 行政
普兰叙埃若勒的邮政编码为48100，INSEE市镇编码为48120。

## 政治
普兰叙埃若勒所属的省级选区为欧布拉克地区佩尔县。

## 人口

1962-2008年间普兰叙埃若勒人口变化图示

普兰叙埃若勒于2018年1月1日时的人口数量为149人。